# 하비간지구

방글라데시 하비간지구

하비간지구(벵골어: হবিগঞ্জ জেলা)는 실렛주에 위치한 방글라데시 북동부의 구이다. 이곳은 1867년부터 그 구획을 이어받아 1984년에 구역으로 설립되었다. 그것은 본사인 하비간지의 이름을 따왔다.

## 인구
| 연도     | 인구      | ±% p.a. |
| -------- | --------- | ------- |
| 1974     | 1,082,485 | —       |
| 1981     | 1,277,366 | +2.39%  |
| 1991     | 1,526,609 | +1.80%  |
| 2001     | 1,757,665 | +1.42%  |
| 2011     | 2,089,001 | +1.74%  |
| 2022     | 2,358,886 | +1.11%  |
| Sources: |           |         |

구청 보고서에 따르면 총 인구는 남성 926,531명 중 2,089,001명, 여성 904,022명(남성 50.6%, 여성 49.4%)이다. 종교별로는 이슬람교 80.23%, 힌두교 19.12%, 불교 0.05%, 기독교 0.13%, 기타 0.47%이다.
인구의 98% 이상이 벵골인 반면 나머지는 비하르인, 카시인, 마니푸르인, 트리푸리인이다. 트리푸라인들은 트리푸라주의 원주민이다. 데바르마 왕가는 1949년 인도와 합병될 때까지 2000년 넘게 트리푸라주를 통치했다. 마하라즈 가리브 나와즈 (1709년~1748년) 통치 기간 동안, 마니푸르인들은 그들의 조국 마니푸르주에서 이곳에 도착했다. 카시인들은 약 500년 전에 그들이 도착한 메갈라야주에서 하비간지구로 이주했다.

## 교육
총 16개 단과대학이 있고, 1개 단과대학, 3개 정부대학, 1개 폴리텍대학, 13개 단과대학, 6개 (정부) 및 99개 (비정부) 고등학교, 732개(정부) 초등학교, 96개 마드라사, 6개 위성 (임시) 학교가 있다.

## 지리
하비간지구는 24.3750°N 91.4167°E에 위치한다. 면적은 2,636.58km2이고 북쪽으로 수남간지구, 동쪽으로 인도의 트리푸라주와 모울비바자르구, 북동쪽으로 실렛주의 발라간지 우파질라, 서쪽으로 브라만바리아구와 키쇼레간지구와 경계를 이룬다.
방글라데시의 이 지역은 하천, 호수뿐만 아니라 다양한 연결 강으로 나누어진 충적 평야로 특징지어진다. 그리고 홍수와 가뭄에 모두 취약하다. 그 땅은 비옥한 충적토양 때문에 주로 농업에 바쳐진다.

## 같이 보기
- 방글라데시의 구